# Orimarga flavescens
Orimarga flavescens är en tvåvingeart som beskrevs av George W. Byers 1981. Orimarga flavescens ingår i släktet Orimarga och familjen småharkrankar. Inga underarter finns listade i Catalogue of Life.